# Guttersnipe
Guttersnipe var ett oipunkband från Umeå, bildat 1994. Bandet gav ut skivor på Sidekicks Records

## Biografi
Guttersnipe bildades i Umeå 1994. Bandets första alster blev EP:n United and Strong (1994), utgiven av Knock Out Records/Nightmare Records. Året efter utkom bandets debutalbum 1995, följt av EP-skivorna We Are the Army (1996) och Never Surrender Never Give In (1998). 1999 kom gruppens andra och sista studioalbum Join the Strike.

## Diskografi[1]

### Album
- 1995 - 1995
- 1999 - Join the Strike

### EP
- 1994 - United and Strong
- 1996 - We Are the Army
- 1998 - Never Surrender Never Give In